# Stołe Dimitriewski
Stołe Dimitriewski (maced.  Столе Димитриевски; ur. 25 grudnia 1993 w Kumanowie) – macedoński piłkarz, występujący na pozycji bramkarza w hiszpańskim klubie Valencia CF oraz w reprezentacji Macedonii Północnej.